# Îlets Ramier
Îlets Ramier är öar i Franska Guyana (Frankrike). De ligger i den östra delen av landet, 120 km sydost om huvudstaden Cayenne.